# Орден Чоге

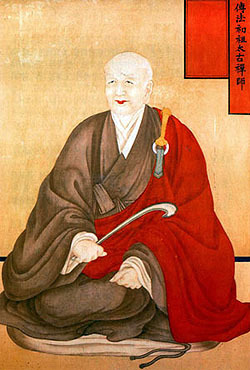
Тэго Боу (1301—1382), 57-й патриарх

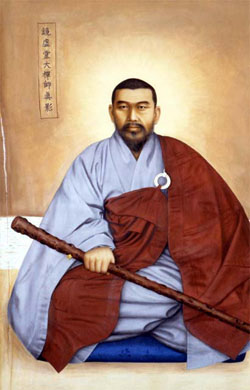
Кёнхо Сонву (1849—1912), 75-й патриарх

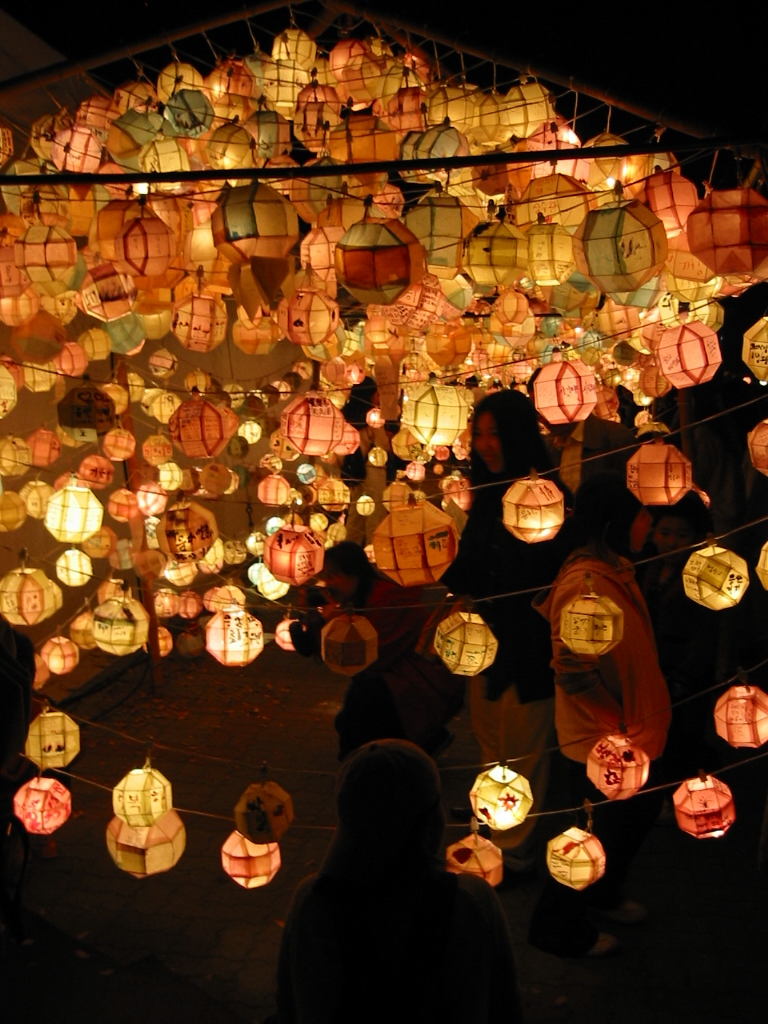
Праздник Лотосовых Фонарей

Орден Чоге (кор. 조계종 Чогеджон), также Чоге — Орден Корейского Буддизма (кор. 대한불교조계종 Тэхан пульгё чогеджон) — религиозный буддийский орден Кореи, основанный приблизительно 1200 лет назад в корейском государстве Силла наставником Тои, принёсшим чань-буддизм из Китая.

## История
В 826 году 9 чань-буддийских школ, известных как «девять гор» (ку сан): Сильсансан, Тоннисан, Каджисан, Сагульсан, Сонджусан, Саджасан, Хиянсан, Поннимсан и Сумисан приняли имя Чоге по имени горы в Китае, на которой жил шестой патриарх чань Хуэйнэн (638—713). Орден Чоге развивался во времена династий Объединённого Силла и Корё. Учитель Тэго Боу (1301—1382), вернувшись из Китая в 1346 году, объединил все чань-буддийские школы в составе ордена Чоге. Орден Чоге процветал до установления династии Чосон.
500 лет назад буддизм в Корее в значительной степени уступил свои позиции конфуцианству. Во времена короля Сечжона Великого (1418—1450) школы сон откололись от ортодоксальных буддийских течений. Орден Чоге временно прекратил своё существование во времена короля Юнсангуна (1494—1506). Однако, во времена вторжения Хидэёси в конце XVI века, корейские отряды буддийских учителей Сесана и Самьёна участвовали в сражениях с японцами. Несмотря на пользу, принесенную буддистами в борьбе с японскими захватчиками, буддийские монахи получили разрешение жить в городах только в 1895 году. Затем в 1899 году, по инициативе дзэнского учителя Кёнхо (1849—1912), буддийские монахи обратились за разрешением вновь учредить буддийские ордена. После этого были учреждены ордена Вончжон и Имчжон, но эти движения вскоре были запрещены до периода японской оккупации, начавшейся в 1910 году.
Освободительно-патриотические корейские движения, включавшие в себя таких знаменитых монахов, как Ёнсон и Маньхэ, помогли буддизму вновь начать набирать популярность. В 1921 году был основан центр медитации Сонхаквон, а в 1929 состоялась конференция корейских буддистов. В 1938 году в Чогеса в Сеуле был построен буддийский храм. В конце концов в 1941 году был восстановлен Орден корейского буддизма Чоге.
После 1945 года и освобождения Кореи сонские монахи выступили за чистоту буддийских традиций и в частности восстановления монашеского целибата, который повсеместно нарушался во время японской оккупации. К 1955 году орден Чоге состоял преимущественно из монахов, хранящих обет безбрачия, хотя старых женатых монахов ордену также пришлось включить в свой состав.
11 апреля 1962 года Орден Чоге выдвинул три направления развития, которых придерживается до сих пор:
- обучение послушников,
- перевод священных текстов с ханча на хангыль,
- распространение буддизма в народе.

### Конфликт с правительствомЛи Мён Бака
Орден Чоге много раз терпел неприязненное отношение со стороны правительства Ли Мён Бака, убеждённого христианина. В частности, правительство Ли Мён Бака урезало государственное финансирование буддизма, не признало на государственном уровне День Рождения Будды (Праздник Лотосовых Фонарей) и запретило вводить храмовые имена Ордена Чоге в новую систему адресов.

### Скандал вокруг руководства Ордена Чоге
В конце апреля 2012 года изгнанным из Чоге ренегатом Сеун Хо в интернет была выложена видеозапись, на которой было показано, как шестеро высокопоставленных монахов Ордена Чоге в номере дорогого отеля проводили «поминовение своего усопшего коллеги» за игрой в покер по ставкам на «сотни тысяч долларов», курением сигар и распитием марочного виски. Вскоре информация о данной видеозаписи появилась в известных СМИ, включая Би-би-си, Эй-би-си и Уолл Стрит Джорнэл.
Правление ордена в ответ предъявило обвинение Сеун Хо в попытке изнасилования монахини, но подтвердило подлинность видео. После этого шестерым лидерам Ордена Чоге было предложено покинуть свои должности. Также глава ордена Чжа Сеун принёс публичные извинения за неподобающее поведение монахов. Кроме того, руководство ордена пообещало начать активно взаимодействовать с полицией, вследствие чего на 18 мая число арестованных за «незаконные азартные игры» монахов достигло 36 человек.
Буддолог и профессор Калифорнийского университета Роберт Бусуэлл оценил последствия события следующим образом: «Случившаяся в Южной Корее история произвела ужасающее впечатление за границей. Оно может серьезно подорвать усилия ордена Чогё по глобальному распространению своей школы буддизма». Газета «Кориа таймс» в свою очередь отметила, что монахи в Корее «регулярно попадаются на грешных деяниях», но раньше эти сведения не выходили за пределы страны, что сохраняло в других странах в отношении корейских монахов «миф о их святости».
Осенью 2013 года Чжа Сеун был переизбран на пост главы ордена, проведя до этого церемонию покаяния. На выборах также произошло несколько скандалов. Сеун Хо вменил в вину Чжа Сеуну то, что он посещал проституток. Сеун Хо также вменил в вину «безнравственный образ жизни» и другому кандидату, Мунджину, что, по мнению Независимой газеты, в итоге помогло выиграть выборы Чжа Сеуну.

## Патриархи Чоге
- Шиши Кингон
- Тэго Боу (1301—1382)
- Хванам Хонсу (1320—1392)
- Кугок Какхун
- Пёкке Чонсим (ум. 1492)
- Пёксон Чиом (1464—1534)
- Пюон Юнван
- Сосан Тэса Чонхо Хючжон (1520—1604)
- Самюн Сонгун (1544—1609)
- Пёнъян Онги
- Пунъюн Хонсим
- Вольдам Солье
- Хвансон Чиан
- Хоам Чечжон
- Чонбон Коан
- Юлбон Чонхва
- Кумхо Попъём
- Ёнгам Хеон
- Ёнволь Понъю
- Манхва Посон
- Кёнхо Сонву (1849—1912)
- Ёнсон (1864—1940)
- Суволь (1855—1928)
- Пан Ханам (1876—1951)
- Син Хёволь (1861—1937)
- Мангон Вольмён (1872—1946)
- Хэам Хёнму (1866—1985)
- Пэкчо (1893—1986)
- Кобон Хёнук (1890—1962)
- Сон Чоль Сыним (?-1993)
- Вон Мён Сыним (1950—2003)
- Сун Сан (1927—2004)
- Сонгиль (монахиня)
- Кёю (монахиня)
- Седун (монахиня)

### Иностранные лидеры
- Сонхян (Бабрара Родес)
- Дэкван
- Бонъён (Джейн МакЛохлин-Добич)
- Бонхэн (Марк Хугтон)
- Бонсон (Джефф Кицес)
- Вукван (Ричард Шроб)
- Вубон (Якоб Пёрл)
- Дэбон
- Бонъё (Грацина Пёрл)
- Дэкван (монахиня)
- Чон Гак Шим (Корея)
- Дэ Сон Хэн (Корея)
- Боншим (Польша)
- Тхэ Тхонг (Украина)